# چاه‌گاه (خانمیرزا)
چاه‌گاه، روستایی در دهستان ارمند بخش ارمند شهرستان خانمیرزا در استان چهارمحال و بختیاری ایران است.

## جمعیت
بر پایه سرشماری عمومی نفوس و مسکن در سال ۱۳۹۵، جمعیت این روستا برابر با ۱٬۰۵۸ نفر (۲۷۶ خانوار) بوده‌است.